# NGC 3326
NGC 3326 é uma galáxia espiral (Sa) localizada na direcção da constelação de Sextans. Possui uma declinação de +05° 06' 26" e uma ascensão recta de 10 horas, 39 minutos e 31,8 segundos.
A galáxia NGC 3326 foi descoberta em 22 de Março de 1865 por Albert Marth.